# Arepa
Arepa (množné číslo arepas) je tlustá placka z kukuřičné mouky, rozšířená především v kolumbijské a venezuelské kuchyni, kde je podávána jako příloha. V severní části Jižní Ameriky se podávají už od předkolumbovských dob.

## Příprava
Těsto na arepu se připravuje z uvařené kukuřičné mouky, vody a soli. Někdy se do těsta přidává také olej, máslo nebo vejce. Z těsta se poté vytvaruje placka, která se může péct, smažit nebo grilovat. Arepy se mohou lišit velikostí, barvou a chutí podle regionu.
Arepa se používá jako příloha k masu, salátům nebo sýru.

## Galerie

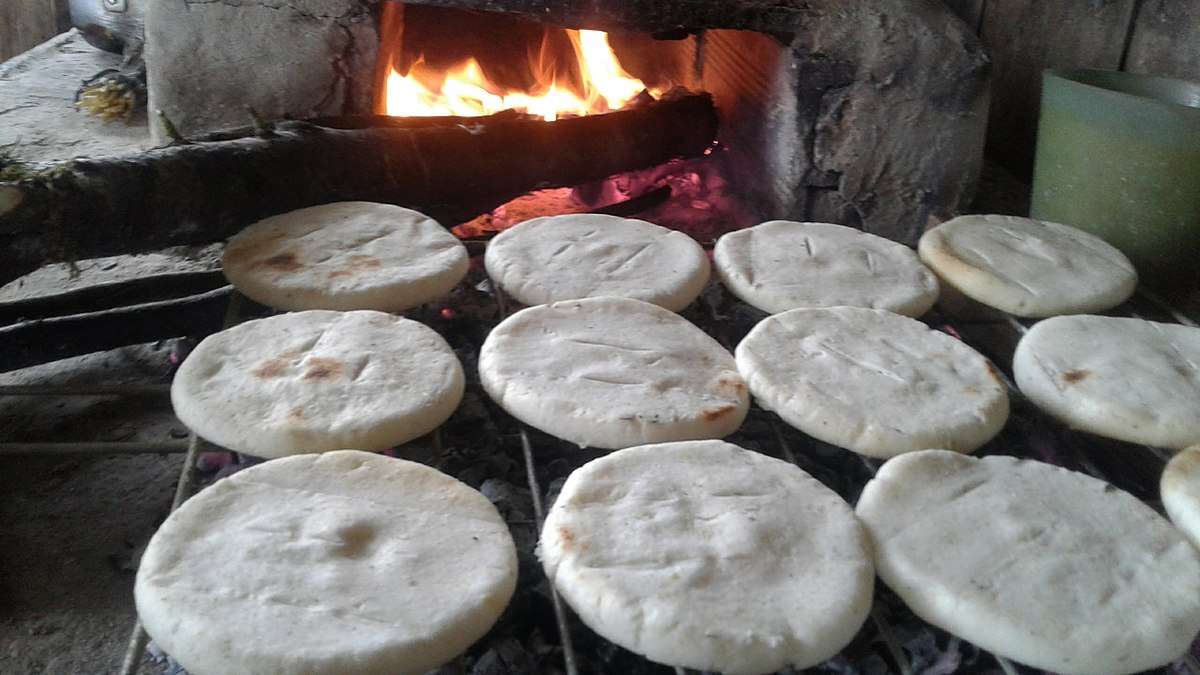
Příprava arep
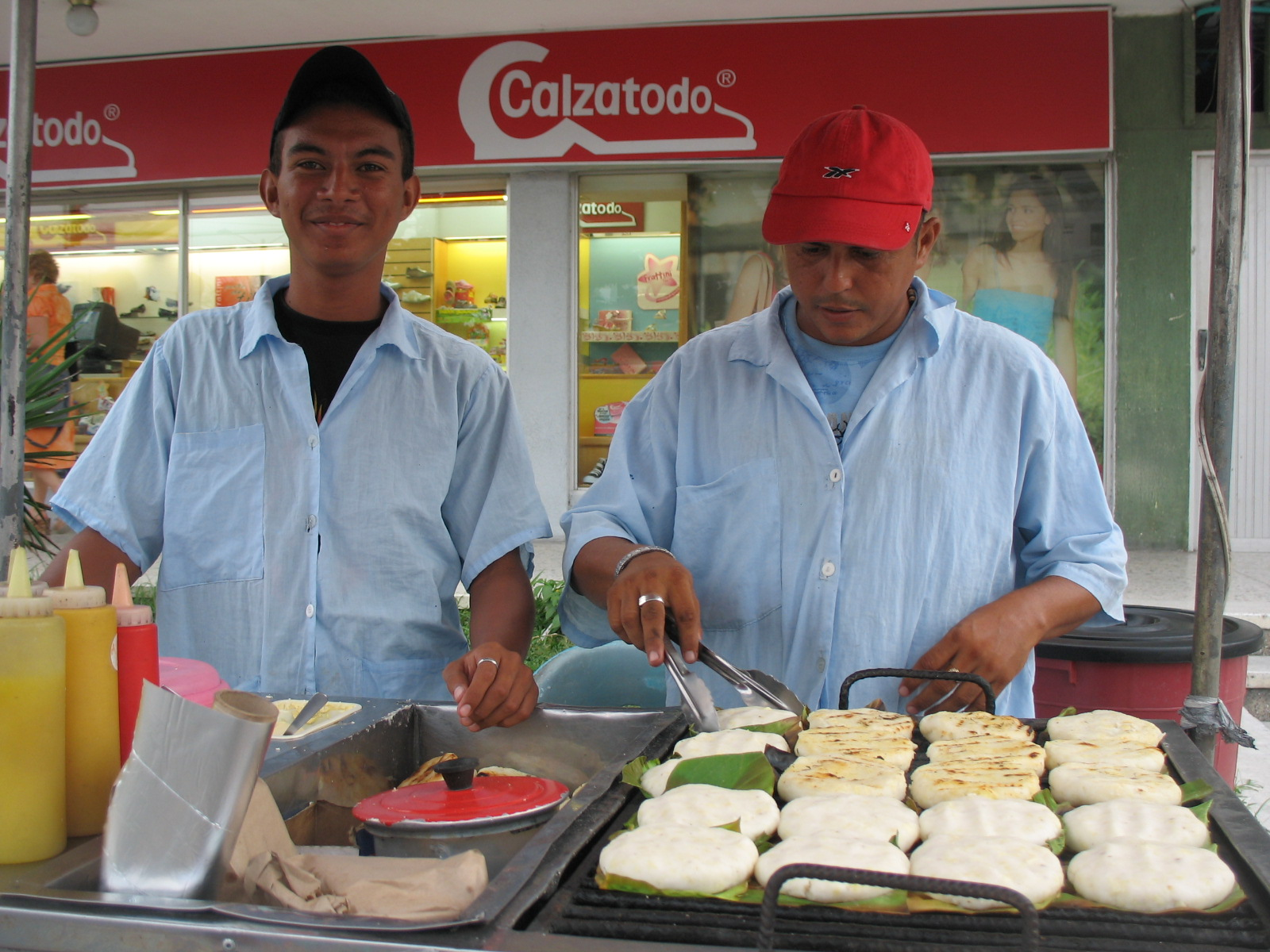
Prodej arepu ve stánku ve městě Barranquilla
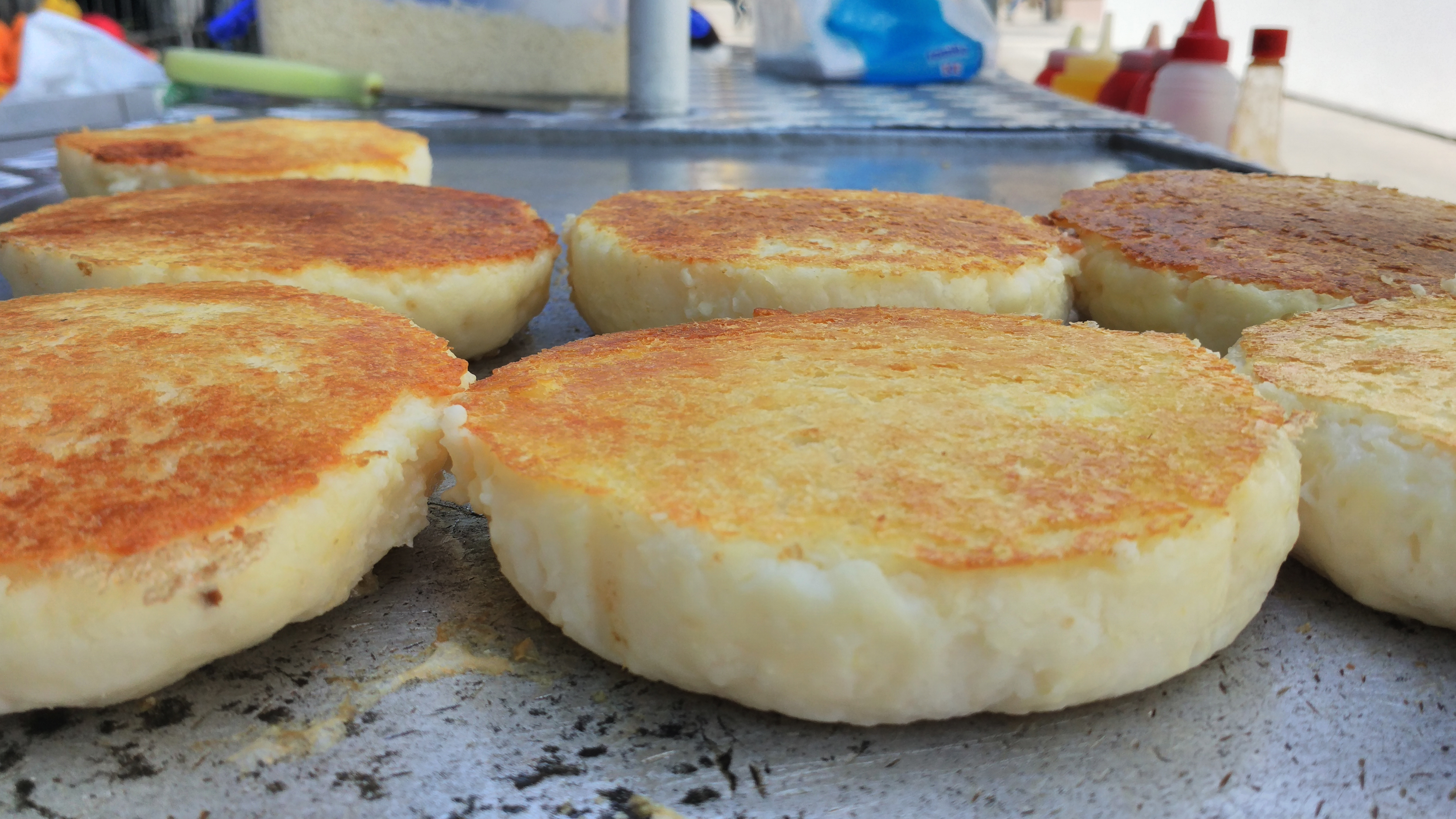
Arepas
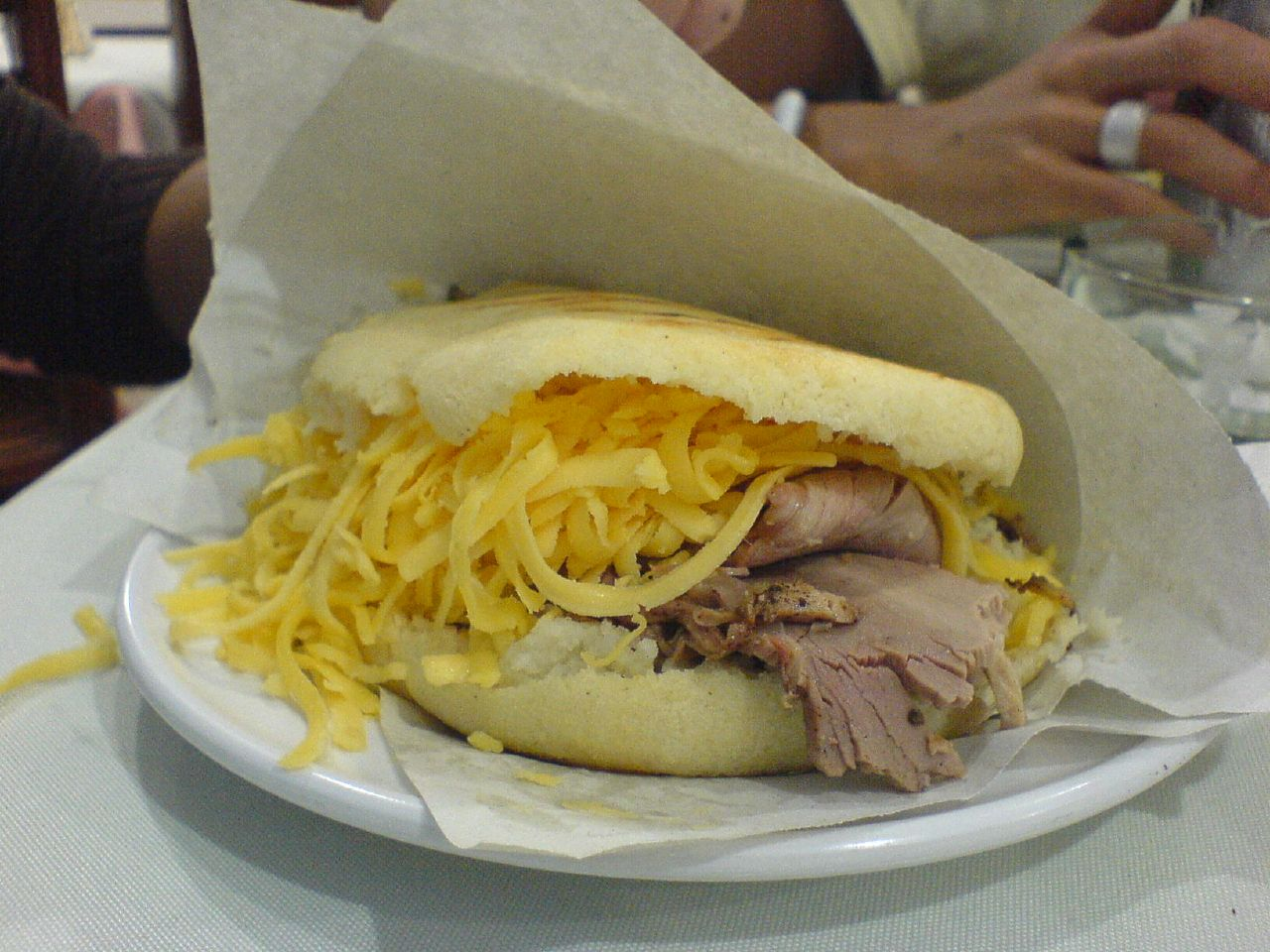
Plněná arepa
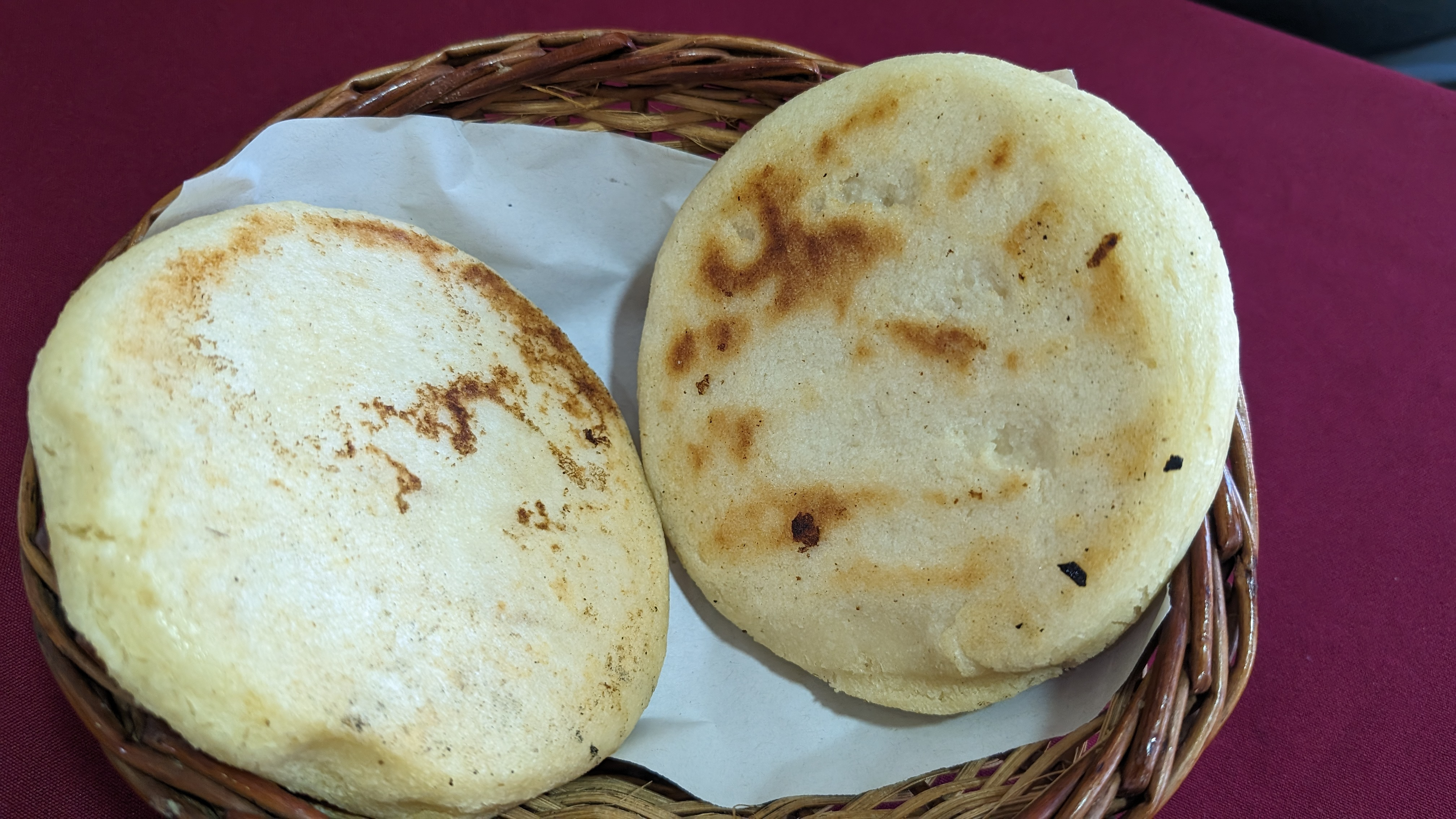
Arepa
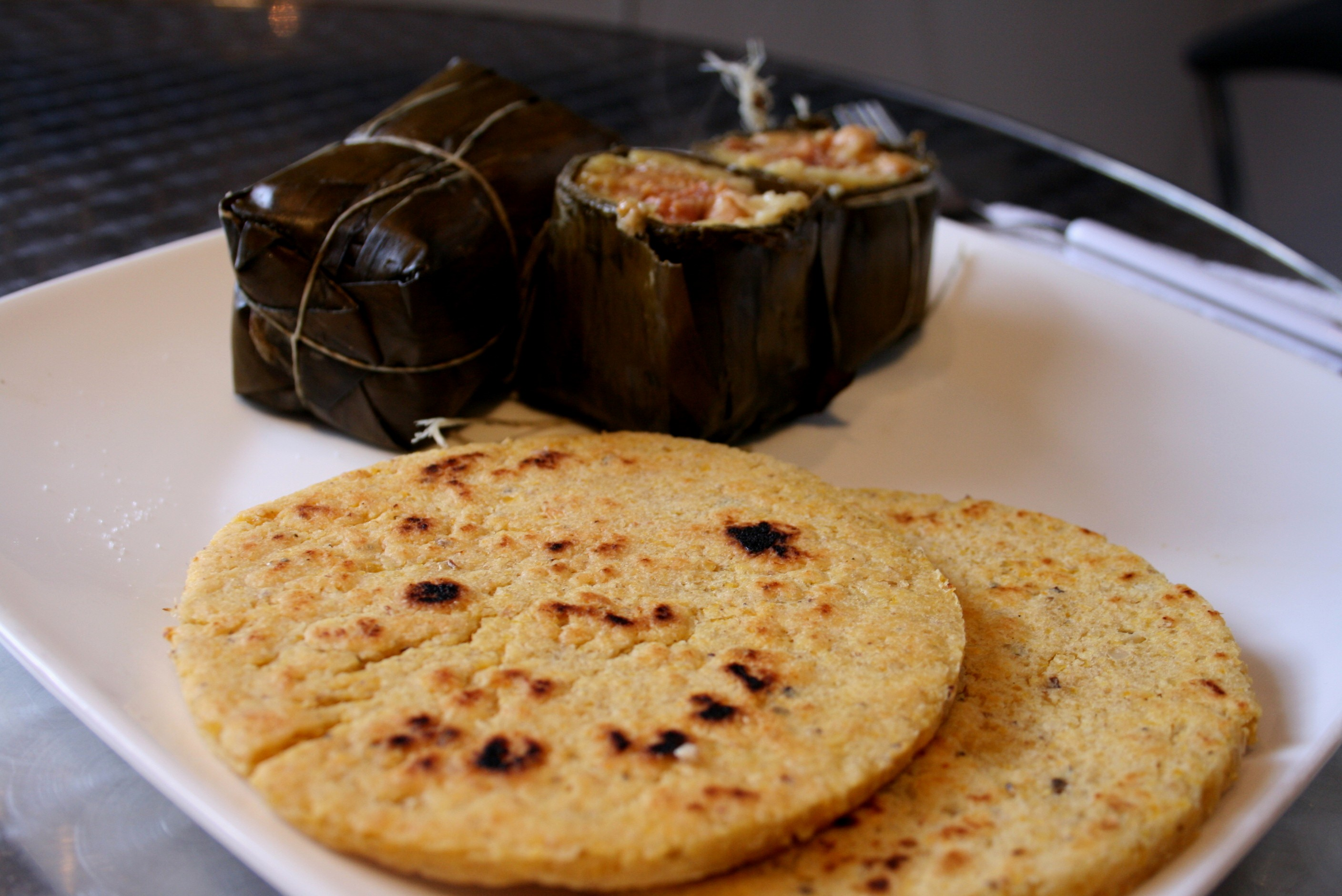
Arepas s tamales
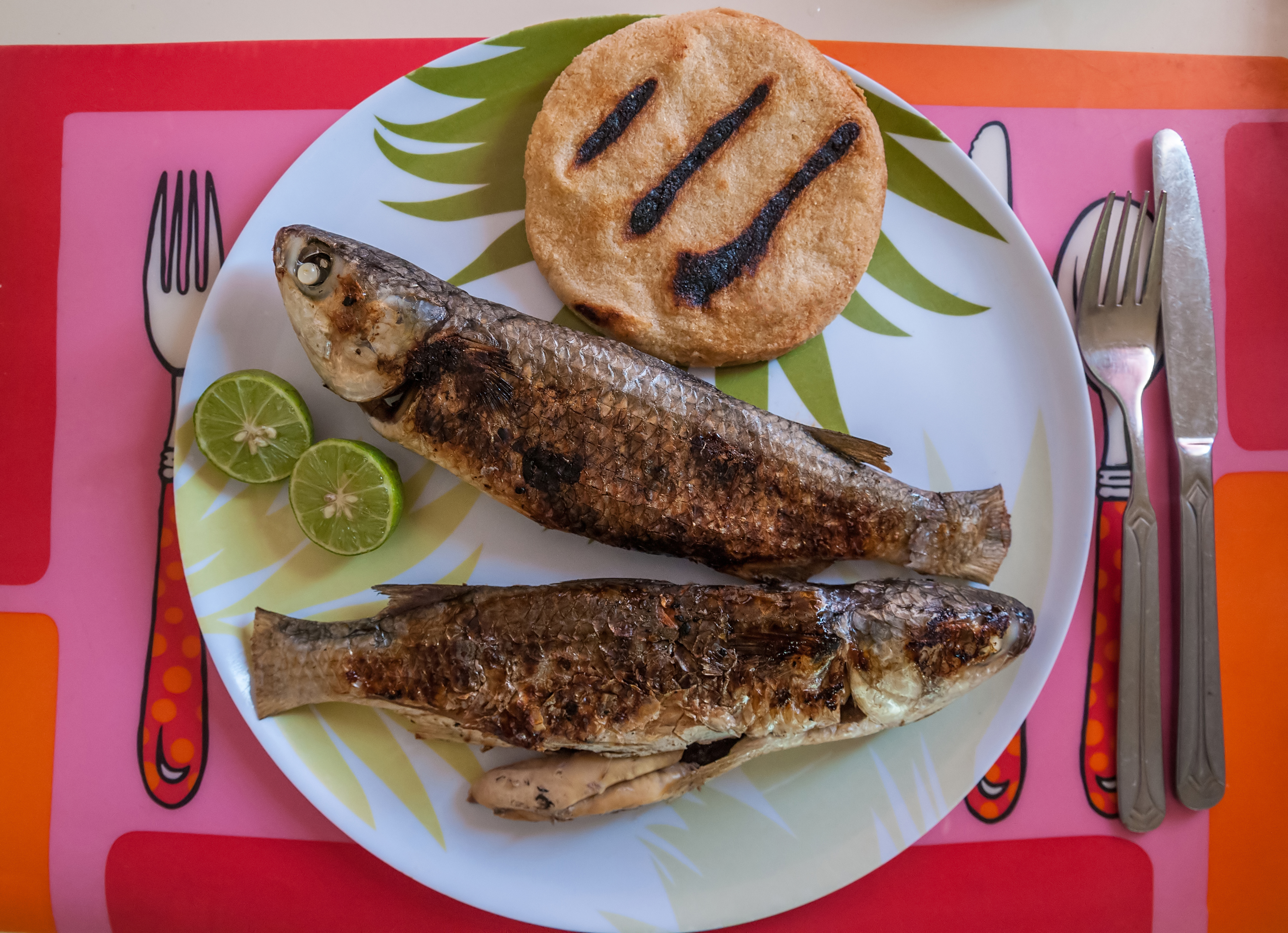
Ryby podávané s arepou